# Adolf Szolomonovics Sájevics
| Adolf Sájevics                            | Adolf Sájevics                            |
| Kattints az alábbi külső linkek egyikére! | Kattints az alábbi külső linkek egyikére! |
| ----------------------------------------- | ----------------------------------------- |
| Nem található szabad kép.(?)              |                                           |
| külső link · jogvédett                    | Adolf Sájevics                            |

Adolf Szolomonovics Sájevics (Шаевич, Адольф Соломонович)  (Habarovszk, Oroszország, 1937. október 28. –) Oroszország főrabbija. Habarovszkban végzett műszaki egyetemet, mérnökként diplomázott. Ezután a moszkvai jesivában, majd 1973-tól 1980-ig a budapesti Rabbiképzőben tanult.
1980-tól a moszkvai főzsinagóga rabbija. 1983-ban választotta meg a VSZERO (Всесоюзный совет еврейских религиозных общин) főrabbinak. 1993-ban az orosz vallásos zsidó szervezetek és egyesületek kongresszusa döntése alapján (Конгресс еврейских религиозных организаций и объединений в России (КJeRООR)) Oroszország főrabbijává vált.
Nős, felesége magyar, két fia van. Jól beszél magyarul.
Védelem nélkül járok. Bár nem vagyok hős. De egyedül az Istentől félek. (Я хожу без охраны. Хотя не герой. Но боюсь я только Бога.)